# Corrido de Monterrey
El Corrido de Monterrey es una canción representativa del estado de Nuevo León, y muy particularmente de Monterrey, ciudad y capital de éste.
Entre los sitios que se mencionan en el corrido cabe destacar el Cerro de la Silla representativo de la ciudad y del estado.

En letra y música de Severiano Briseño, el corrido dice: 

Tengo orgullo de ser del norte 

del mero San Luisito 

porque de ahí es Monterrey

de los barrios el más querido

por ser el más reinero, ¡sí señor!

barrio donde nací.

Y por eso soy norteño

de esa tierra de ensueño

que se llama Nuevo León,

tierra linda que siempre sueño

y que muy dentro llevo, ¡sí señor!

llevo en el corazón.

Desde el Cerro de la Silla

se divisa el panorama

cuando empieza a anochecer,

de mi tierra linda y sultana,

y que lleva por nombre, ¡sí señor!

Ciudad de Monterrey.

En sus huertos hay naranjales

tupidos de maizales

con sus espigas en flor,

y en sus valles los mezquitales

curvean caminos reales, ¡sí señor!

bañados por el sol.

En mi canto ya me despido

cantando este corrido

que es de puro Monterrey;

ese suelo tan bendecido,

por ser el muy querido,

verdad de Dios que sí.

Desde el Cerro de la Silla

se divisa el panorama

cuando empieza a anochecer,
de mi tierra linda y sultana,

y que lleva por nombre ¡sí señor!

Ciudad de Monterrey.
En letra y música de Pedro Infante, el corrido dice: 

Tengo orgullo de ser del norte 

del mero San Luisito 

porque de ahí es Monterrey

de los barrios el más querido

por ser el más reinero, ¡sí señor!

barrio donde nací.

Y es por eso soy norteño

de esa tierra de ensueño

que se llama Nuevo León,

tierra linda que siempre sueño,

que muy dentro llevo, ¡sí señor!

llevo en el corazón.

Desde el Cerro de la Silla

se divisa el panorama

cuando empieza a anochecer,

de mi tierra linda y sultana,

y que lleva por nombre, ¡sí señor!

Ciudad de Monterrey.

En sus huertos hay naranjales

tupidos de maizales

con sus espigas en flor,

y en sus valles los mezquitales

curvean caminos reales, ¡sí señor!

bañados por el sol.

En mi canto ya me despido

cantando este corrido

que es de puro Nuevo León;

ese suelo tan bendecido,

por todos muy querido, ¡sí señor!

Ciudad de Monterrey.

Desde el Cerro de la Silla

se divisa el panorama

cuando empieza a anochecer,
de mi tierra linda y sultana,

y que lleva por nombre ¡sí señor!

Ciudad de Monterrey.
- Datos: Q5789351